# کانن سیتی (کلرادو)
کانن سیتی (به انگلیسی: Cañon City) شهری در ایالت کلرادو کشور ایالات متحده آمریکا است که جمعیت آن در سرشماری سال ۲۰۱۰ میلادی، ۱۶٬۴۰۰ نفر بوده‌است.